# Drenikova ulica, Ljubljana

Drenikova ulica je ena izmed ulic v Spodnji Šiški (Mestna občina Ljubljana). Štiripasovnica ima danes značaj povezovalne ulice in predstavlja najkrajšo povezavo med Šiško in Bežigradom.

## Poimenovanje
Ulica je bila uradno poimenovana 25. januarja 1933 po Franu Dreniku, soustanovitelju Južnega sokola; predhodno je bila poimenovana Dermotova ulica.
Dolga leta je bila le obrobna makadamska ulica.

## Urbanizem
Prične se na križišču s Celovško cesto in Na Jami, medtem ko se konča v križišču s Samovo in Parmovo ulico.
Pomen ulice se je povečal z njeno rekonstrukcijo leta 1977. Tedaj so cesto razširili v štiripasovnico, zgradili so cestni podvoz pod železniško progo Ljubljana - Jesenice. Predtem je promet potekal po vzporednih Černetovi in Janševi ulici. Tam je bil prehod preko železniške proge urejen z zapornicami, ki so bile velikokrat spuščene, zato je prihajalo do dolgih kolon.
Po odprtju novozgrajenega odseka se je promet na Černetovi in Janševi bistveno zmanjšal, ukinjen pa je bil tudi železniški prehod med obema cestama. Številne ulice v Spodnji Šiški so zaradi zgrajenega cestnega podvoza presekali, zato so postale "slepe" (Kavškova, Železnikarjeva, Mazijeva, Maurerjeva, Beljaška, Knezova). Za promet sta ostali odprti edinole Verovškova in Aljaževa ulica.

## Javni potniški promet
Po Drenikovi ulici poteka trasa mestne avtobusne linije št. 22. 
Na vsej cesti je eno postajališče mestnega potniškega prometa.

### Postajališče MPP
| postajališče     | št. linije |
| ---------------- | ---------- |
| 802051 Drenikova | 22         |

| postajališče     | št. linije |
| ---------------- | ---------- |
| 802052 Drenikova | 22         |